# Los Algarbes
Los Algarbes es una localidad de la provincia de Córdoba, en la comunidad autónoma de Andalucía, España, el segundo de los diez departamentos pertenecientes al municipio de La Carlota, en la comarca del Valle Medio del Guadalquivir. Su población en 2012 fue de 420 habitantes (INE). 

## Feria y fiestas
La feria local se celebra el 16 de julio, en honor de su Patrona, la Virgen del Carmen, la cual es venerada en el Molino de la Pólvora, uno de los lugares más famosos de esta aldea, ubicado en el centro geográfico de la misma.

## Situación geográfica
Los Algarbes está situado en las coordenadas geográficas: 37°38′05″N 4°56′48″O / 37.63472, -4.94667, y está a 217 m de altitud, próximo a las localidades de La Carlota, El Garabato, Villar, La Guijarrosa, La Paz y Monte Alto. Se encuentra a 35 km de Córdoba, la capital de la provincia, y a 6 km de La Carlota.
El acceso a Los Algarbes se produce a través de la autovía A-4/E-5, desviándose en una salida existente en el kilómetro 437. También existe un acceso, desde la localidad de La Paz.

## Evolución de la población
La evolución de la población de Los Algarbes en los últimos años fue la siguiente:
| Gráfica de evolución demográfica de Los Algarbes entre 2000 y 2012 |
|                                                                    |
| Datos según el nomenclátor publicado por el INE.                   |